# Hörja landskommun
Hörja landskommun var en tidigare kommun i dåvarande Kristianstads län.

## Administrativ historik
Kommunen bildades i Hörja socken i Västra Göinge härad i Skåne när 1862 års kommunalförordningar trädde i kraft.
Vid kommunreformen 1952 uppgick kommunen i Tyringe landskommun som 1974 uppgick i Hässleholms kommun.

## Politik

### Mandatfördelning i Hörja landskommun 1938-1946
| 4 | 8 | 6 | 2 |

| 20 |

| 3 | 12 | 5 |

| 20 |

| 2 | 4 | 9 | 5 |

| 20 |